# Tina Louise
Tina Louise, geboren als Tina Blacker (New York, 11 februari 1934) is een Amerikaans actrice, model en zangeres. Ze speelde onder meer in de sitcom Gilligan's Island.

## Biografie
Louise was enig kind. Ze ging naar de Miami University van Ohio in Oxford. Ze begon haar carrière als model en nachtclubzangeres, terwijl ze studeerde aan het Neighborhood Playhouse.
Haar acteerdebuut kwam in 1952 in de Bette Davis-musical Two's Company, gevolgd door rollen in Broadwayproducties, zoals John Murray Anderson's Almanac, The Fifth Season en Will Success Spoil Rock Hunter?. Ze had rollen in een aantal tv-drama's, zoals Studio One, Producers Showcase en Appointment with Adventure.
In 1957 speelden zij en Julie Newmar mee in de musical Li'l Abner. Rond dezelfde tijd kwam haar album It's Time for Tina uit, met nummers als "Embraceable You" en "I'm in the Mood for Love".
Louise maakte haar Hollywood-filmdebuut in 1958 met de film God's Little Acre. Ze speelde samen met onder andere Robert Taylor, Richard Widmark en Robert Ryan. Hierna volgden rollen in onder andere Italiaanse films, zoals Viva L'Italia!.
Toen Louise terugkeerde naar de Verenigde Staten, begon ze te studeren samen met Lee Strasberg en werd uiteindelijk lid van de Actors Studio.
In 1964 verliet Louise de Broadwaymusical Fade Out - Fade In voor haar rol in de serie Gilligan's Island. Hierin speelde ze de filmster Ginger Grant. Ze was niet tevreden met de rol en vreesde dat het haar carrière als serieuze actrice geen goed zou doen. De rol maakte Louise bekend bij een groot publiek.
Nadat de serie in 1967 stopte, probeerde Louise het komische imago van zich af te schudden door serieuzere rollen te spelen in onder andere een aflevering van de serie Kojak en de film Nightmare in Badham County. Ze weigerde mee te werken aan de afgeleide animatieseries en televisiefilms van Gilligan's Island, maar trad nog wel op in een paar praatprogramma's en specials over de serie.
Louise speelde van 1978 tot 1979 in de soapserie Dallas en had een gastrol in Married... with Children. Latere filmrollen speelde ze in de komedies O.C. and Stiggs en Johnny Suede.
Van 1966 tot 1974 was Louise getrouwd met tv-presentator Les Crane, met wie ze dochter Caprice Crane kreeg.

## Filmografie

### Films
- God's Little Acre (1958)
- The Trap (1959)
- The Hangman (1959)
- Day of the Outlaw (1959)
- The Warrior Empress (1960)
- Siege of Syracuse (1960)
- Viva L'Italia!/Garibaldi (1961)
- Armored Command (1961)
- For Those Who Think Young (1964)
- Gilligans Island (1964-1967)
- The Seventh Floor (1967)
- The Wrecking Crew (1969)
- How to Commit Marriage (1969)
- The Good Guys and the Bad Guys (1969)
- The Happy Ending (1969)
- Love It or Leave It (documentaire, 1971)
- Film Portrait (documentaire, 1973)
- The Stepford Wives (1975)
- The Kentucky Fried Movie (1977)
- Mean Dog Blues (1978)
- Dog Day (1984)
- Hell Riders (1984)
- Evils of the Night (1985)
- The Pool (1987)
- O.C. and Stiggs (1987)
- Dixie Lanes (1988)
- Johnny Suede (1991)
- Welcome to Woop Woop (1997)
- Little Pieces (2000)
- Growing Down in Brooklyn (2000)
- West from North Goes South (2004)

### Televisie
- Jan Murray Time (1955)
- The Phil Silver's Show (1957)
- Fanfare for a Death Scene (1964)
- Gilligan's Island (1964-1967)
- Love, American Style (eind jaren 60)
- But I Don't Want to Get Married! (1970)
- Call to Danger (1973) - onverkochte pilotaflevering
- Kojak (1974, aflevering 'Die Before They Wake')
- Death Scream (1975)
- Look What's Happened to Rosemary's Baby (1976)
- Nightmare in Badham County (1976)
- SST: Death Flight (1977)
- Dallas (1978-1979) - als Julie Grey
- Friendships, Secrets and Lies (1979)
- Advice to the Lovelorn (1981) - onverkochte pilotaflevering
- Rituals (1984-1985)
- Santa Barbara (1986)
- All My Children (1994)